# クロロキン
クロロキン（英: chloroquine、中: 氯喹）は抗マラリア剤のひとつ。マラリアの治療もしくは予防のために用いられる。1934年にドイツで最初に合成された。
現在ではクロロキンに耐性を持つマラリア原虫が出現している。そのためクロロキン単独で用いることはあまりなく、他の薬剤と併用されることが多い。
ドイツでは合成に成功したものの毒性の強さから実用化を断念した。しかし1943年にアメリカ合衆国で独自に開発し、抗マラリア薬として発売した。
M.D.アンダーソンがんセンターの研究グループによると、休眠状態のがん細胞をクロロキンでオートファジー（がん細胞の自食作用のスイッチ）を遮断したところ、癌細胞の再成長が阻害されたとの報告がある。

## 副作用

### 急性毒性
強い心臓毒性があり、リン酸クロロキンの場合、致死量は成人で 2-3g、小児では 0.5-1gである。マラリアの治療服用量は、成人で1日当たり250mg錠を4錠（1000mg、初日および2日目）が標準であり、治療域と中毒域が接近している。マラリア多発地域のタンザニアでは、致死量の少なさから、安価で入手が容易な自殺用薬物として広く認知されていて、女性が妊娠中絶に用いた中毒事例や、HIV陽性者などの自殺事例が頻発した。欧米でも自殺事例がある。

### 慢性毒性
1959年にクロロキン網膜症という重篤な副作用が報告された。クロロキンの長期投与により眼底黄斑が障害され、網膜血管が細くなり視野が狭くなってしまう。クロロキン網膜症には治療法がなく、薬の服用を中止しても視覚障害が進行する。
日本でのクロロキン網膜症患者は1,000人以上に及んだ。アメリカでの報告や警告があったにもかかわらず、厚生省（当時）が情報公開や製薬会社に対する指導など適切な対応をとらなかったために被害を拡大するという他の薬害事件と同じような経過をたどった。また、日本では、1955年頃から使用され、マラリア以外にも、慢性腎炎や、てんかんなどに効果があるとされた（実際はこれらに対し何ら効果はなかった）ことが、薬害患者の大量発生につながった。クロロキン網膜症患者とその家族は製薬会社・国・医師・医療機関を相手取って訴訟を起こしたが、最高裁判所は国家賠償法に基づく国の賠償責任を認めなかった。
なお、全身性エリテマトーデス、皮膚エリテマトーデス、関節リウマチの治療薬として有効性と安全性が認められ、日本以外の世界各国では広く使用されている。近年、クロロキンの代謝産物でもあるヒドロキシクロロキンが日本国内でも全身性エリテマトーデスと皮膚エリテマトーデスの適応で承認され、使用が認められた。

## 製剤

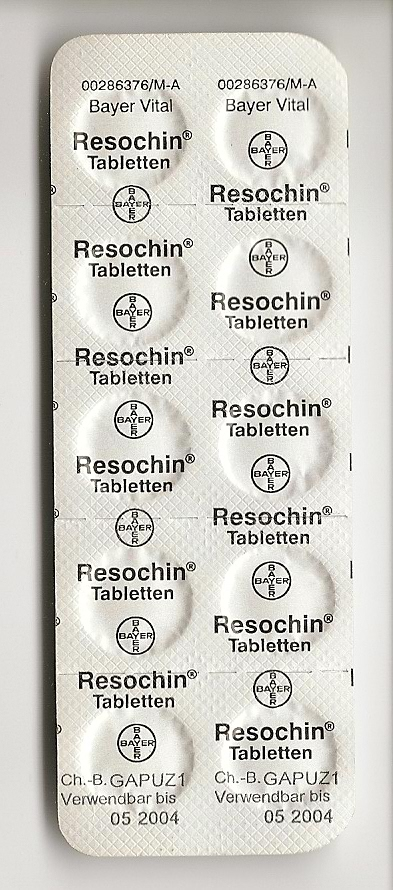
レゾシン250mg錠（バイエル）パッケージ

- ヒドロキシクロロキン硫酸塩（Hydroxychloroquine Sulfate）、KEGG D02114、CAS 747-36-4
  - プラケニル錠（Plaquenil）200 mg は、2020年現在日本で市販されているヒト用製剤。皮膚エリテマトーデス、全身性エリスマトーデスに用いられる。
  - Hydroxychloroquine Sulfate tablet 200mg（後発品）は米国などで市販されている。

- リン酸クロロキン（Chloroquine phosphate）、KEGG D0215、CAS 50-63-5
  - 別名・クロロキン二リン酸塩（Chloroquine Diphosphate）
  - Resochin、Lariago、Chloroquine phosphate tablet 250 mgは、米国などで市販されている、抗マラリア薬、抗アメーバ薬。
  - レゾヒン（Resochin）、キニロンはかつて日本で販売された、マラリアと慢性関節リウマチの治療薬で、後に慢性腎炎などに適応拡大し、クロロキン網膜症の原因となった[5]。
  - 観賞魚の白点虫病（淡水性白点病、Ich）の予防や治療のためにアクアリウムで用いることがある。用量は1ガロン（約4 L）あたり40 - 80 mgで、販売単位は10 g[6]。
  - 日本では白点虫病にメチレンブルーやマラカイトグリーンが用いられるため、観賞魚用で市販されていない。
- オロチン酸クロロキン（chloroquine diorotate）、CAS 6301-30-7
  - キドラ（Kidola）は1960年に日本で発売された、慢性腎炎、妊娠腎、リウマチ性関節炎、エリテマトーデス、てんかん等の治療薬で、クロロキン網膜症と呼ばれる不可逆的な網膜障害の原因となった[7]。
- コンドロイチン硫酸クロロキン（Chondroitin chloroquine sulfate）
  - CQCは1962年に日本で発売された、腎炎、ネフローゼ、関節リウマチの治療薬で、クロロキン網膜症の原因となった[5]。

### 試薬
抗マラリア薬、抗アメーバ薬としての効能を持つが、日本では主に研究用試薬として販売されている。
- クロロキン（Chloroquine）、KEGG D02366、CAS 54-05-7
- 塩酸クロロキン（Chloroquine hydrochloride）、KEGG D03469、CAS 3545-67-3
- クロロキン硫酸塩（Chloroquine sulfate）、KEGG D07680、CAS 132-73-0
- ヒドロキシクロロキン（Hydroxychloroquine）、KEGG D08050、CAS 118-42-3

## 研究事例

### 2019新型コロナウイルスへの適用
当初、新型コロナウイルス感染症 (COVID-19)への期待が寄せられていたが、現在の米国ガイドラインでは、クロロキンまたはヒドロキシクロロキンは、入院患者には使用しないことを推奨し、外来患者でも臨床試験でない限り使用しないことを推奨している（これはアジスロマイシンの併用を問わない）。
2020年2月4日に、Cell Researchに、中国科学院武漢ウイルス研究所などの研究グループが発表したレター (速報論文) によれば、in vitro (試験管内) の環境下で、アフリカミドリザル起源の標準細胞 Vero E6細胞を用いて、リン酸クロロキンを含む7種類の物質の2019新型コロナウイルス (SARS-CoV-2) に対する抗ウイルス効果を、50%効果濃度 (EC50値) を基準として評価する試験を行ったところ、リン酸クロロキンのEC50値は 1.13μM (マイクロモル／リットル) であり、試された7つの物質のうちでは、エボラ出血熱治療薬として開発されたレムデシビルのEC50値の 0.77μM に次ぐ高い効果を示していた。
2020年2月15日付けの科技日报（発行：中華人民共和国科学技術部）によれば、上記の in vitro 試験の結果に基づいて、ファビピラビル、レムデシビル、リン酸クロロキンについて、既に中華人民共和国で臨床試験が開始されている。
2020年2月21日付けの新華社の報道によれば、21日の中国科学技術部、徐南平副部長の記者会見で公表されたデータによれば、北京と広東でのリン酸クロロキンの135例の臨床試験のうち、130人の軽症と中等症の患者は重症化することはなく、5人の重症患者のうち4人が退院し、1人が中等症に改善した。
2020年2月21日、中国・湖北省保健衛生委員会は「リン酸クロロキンの使用における有害反応の綿密な観察に関する通知」を発行した。 通知には、中国科学院武漢ウイルス学研究所によると、成人におけるこの薬の致死量は2〜4g であり、急性致死性であることが記載されており、指定されたすべての医療機関に、この薬物の使用中に注意深く観察することを要求している。
2020年3月4日、中国・国立保健医療委員会が発表した「新型コロナウイルス肺炎の診断と治療計画（第7版）」では、いかなる心臓病を有する患者に対しても、リン酸クロロキンの使用を一律に禁止している。
2020年3月19日、バイエルAGは、本剤レゾシン (Resochin) が新型コロナウイルス感染症の治療に使える可能性があることに備えて、300万錠を米国政府に寄付した。本剤の効果については中国で評価作業中としている。
2020年3月20日、米国のドナルド・トランプ大統領が記者会見で、クロロキンが新型コロナウイルスに有効で食品医薬品局 (FDA) も承認したと発言した。しかしその後、水槽清掃用のクロロキン（リン酸クロロキン）を服用した男性が服用30分後に体調急変し、米国アリゾナ州のバナーヘルス医療センターで救急治療を受けたものの、死亡した事例が発生した。クロロキンの有効性については、FDA長官が治療薬としては正式に承認していないと大統領発言を直後に訂正しており、FDA等が有効性を調査している。3月25日、中国での小規模の研究結果は、抗マラリア薬のヒドロキシクロロキンが、他の方法よりも新型コロナウイルス感染症に効果がないことを示した。
2020年3月29日、米食品医薬品局(FDA)は、クロロキンおよびヒドロキシクロロキンを、小規模な症例の報告しかないものの「想定される効能がリスクを上回ると考えられる」として、新型コロナウイルス感染症治療としての緊急使用許可(EUA)を発行したと発表した。
2020年4月15日、ブラジルで行っていた臨床試験で被験者が死亡したため試験を中止していたことが報道された。ブラジル北部マナウスの病院で新型コロナウイルス感染者81名に臨床試験を実施したところ、被験者のうち11名が死亡した。そのため、臨床試験は6日で中止された。3月22日、フランスのニース大学病院付属パストゥール病院でも臨床試験を実施したが副作用と心臓病リスクのために直ちに試験を中止した。
2020年6月15日、米食品医薬品局(FDA)は、クロロキンとヒドロキシクロロキンは、新たな研究結果から「新型コロナ治療に有効な可能性は低い」ことが判明したので、心疾患関連の有害事象や他の深刻な副作用を考慮して、新型コロナウイルス感染症治療での緊急使用許可(EUA)を撤回すると発表した。さらに、両薬がレムデシビルの効果を弱める可能性を示すデータが得られたとし、レムデシビルと併用しないよう警告した
。